# 마일로의 대모험
《마일로의 대모험》은 1999년 대한민국의 KBS와 선우앤컴퍼니가 만든 애니메이션이다. 기획 및 제작기간은 3년, 총 제작비와 투자비는 78억원이 투입되었다. 아시아와 미국, 유럽 등 전 세계 20여개 국에 수출되었고 동명의 컴퓨터 게임도 개발되었다. 개미왕국과 곤충계를 지키기 위해 선택받은 개미용사와 그 밖에 곤충들이 악당에 대항해 모험을 떠난다는 내용이다.

## 등장인물
- 마일로
- 다핀
- 어리버리
- 마쿠 도사
- 머독
- 배실
- 두루두루
- 풍장군
- 건성이
- 가수

## 목소리 출연
- 최수민 - 마일로
- 문선희 - 다핀
- 한인숙 - 어리버리
- 황원 - 마쿠 도사
- 한상덕 - 머독
- 이재명 - 배실
- 오인성 - 두루두루
- 서광재 - 풍장군
- 문관일 - 건성이
- 故 오세홍 - 가수

## 제작진
- 총감독 : 강한영
- 편성기획: 장해랑
- 프로듀서 : 소현희, 안종혁, 강문주
- 스토리 구성 및 시나리오 : 강선희
- 캐릭터 디자인 : 신동민
- 배경감독 : 김원진
- 배경디자인 : 김상수
- 주제가 작사 : 김주희
- 주제가 작곡 : 방용석

| KBS 2TV 금요일 애니메이션 (18:15 ~ 18:45)           | KBS 2TV 금요일 애니메이션 (18:15 ~ 18:45)            | KBS 2TV 금요일 애니메이션 (18:15 ~ 18:45)         |
| 이전 작품                                           | 작품명                                               | 다음 작품                                         |
| --------------------------------------------------- | ---------------------------------------------------- | ------------------------------------------------- |
| 지구용사 벡터맨 (1999년 8월 6일 ~ 1999년 11월 19일) | 마일로의 대모험 (1999년 11월 26일 ~ 2000년 5월 26일) | 태권왕 강태풍 (2000년 6월 2일 ~ 2000년 12월 18일) |